# Legittima difesa (film 1982)
Legittima difesa (Légitime violence) è un film del 1982 diretto da Serge Leroy e interpretato da Claude Brasseur,  Christopher Lambert e Thierry Lhermitte.

## Trama
Mentre Martin Modot si trova nella stazione di Deauville con tutta la famiglia (padre, madre, moglie e figlia di 7 anni), alcuni uomini cominciano a sparare sui presenti: è una carneficina, in cui Martin, rimasto illeso, vede morire la madre, la moglie e la bambina, mentre il padre è gravemente ferito. Viene ucciso anche Andreatti, un noto uomo politico.
Modot, disperato, ha ora come unico scopo quello di trovare gli assassini dei suoi e, poiché non crede nell'efficienza della polizia, decide di condurre personalmente le indagini. Cerca a lungo una ragazza che ricorda scampata alla strage, e che aveva sentito chiamare per nome uno dei banditi; poi avvicina Miller, il capo di un'associazione popolare di autodifesa, che gli aveva offerto aiuto. Rintracciata finalmente la ragazza, Lucie, viene a sapere che è la sorella di Eddy, uno dei responsabili del massacro, e poi scopre anche l'identità del killer principale, Jockey, un intellettuale nevrotico, di cui la ragazza è innamorata, pur sapendolo uno spietato assassino.
Quando Modot riesce a portare la donna alla polizia per farla testimoniare, il commissario capo Brousse la rilascia però immediatamente. Martin è ormai sicuro che dietro la strage si nascondano intrighi politici e che essa sia stata commissionata da mandanti altolocati. Intanto Martin e Lucie, diventati amici, assistono ad uno scontro della polizia con Eddy. Eddy viene arrestato, ma è subito ucciso da Miller, che in realtà è d'accordo con Brousse. Successivamente Martin e Lucie si scontrano con Jockey, che vuole ucciderli, ma il killer viene ucciso dalla donna. Modot, pur avendone avuto l'occasione, ha rinunciato alla vendetta.